# Albanië op de Olympische Jeugdzomerspelen 2010
Albanië nam deel aan de Olympische Jeugdzomerspelen 2010 in Singapore, de eerste editie van de Olympische Jeugdspelen. Het land trad aan met vier atleten in vier olympische sporten.

## Deelnemers en resultaten
(m) = mannen, (v) = vrouwen 

### Atletiek
| Olympiër     | Onderdeel | Reeksen   | Reeksen | Finale E  | Finale E |
| Olympiër     | Onderdeel | Resultaat | Plaats  | Resultaat | Plaats   |
| ------------ | --------- | --------- | ------- | --------- | -------- |
| Julsian Gega | 100m (m)  |           | DSQ     |           | DNS      |

### Judo
| Olympiër      | Onderdeel  | Eerste ronde           | Tweede ronde                           | Herkansingen                  | Halve finale           | Finale                 |
| Olympiër      | Onderdeel  | Tegenstander Resultaat | Tegenstander Resultaat                 | Tegenstander Resultaat        | Tegenstander Resultaat | Tegenstander Resultaat |
| ------------- | ---------- | ---------------------- | -------------------------------------- | ----------------------------- | ---------------------- | ---------------------- |
| Julanda Bacaj | -63 kg (v) |                        | TUR Shayan Nasirpourdizaji L met ippon | MRI Marius Piepke L met ippon | Uitgeschakeld          | Uitgeschakeld          |

### Roeien
| Olympiër     | Onderdeel | Reeksen   | Reeksen | Herkansingen | Herkansingen | Halve finale A/B | Halve finale A/B | Finale B  | Finale B | Eindplaats |
| Olympiër     | Onderdeel | Resultaat | Plaats  | Resultaat    | Plaats       | Resultaat        | Plaats           | Resultaat | Plaats   | Eindplaats |
| ------------ | --------- | --------- | ------- | ------------ | ------------ | ---------------- | ---------------- | --------- | -------- | ---------- |
| Marsel Nikaj | skiff (m) | 3.28,75   | 3       | 3.29,47      | 2 Q          | 3.34,61          | 5                | 3.31,61   | 4        | 10         |

### Zwemmen
| Olympiër  | Discipline       | Resultaat | Prestatie |
| --------- | ---------------- | --------- | --------- |
| Reni Jani | 50 m vrij (v)    | 48ste     | 30.99     |
| Reni Jani | 50 m vlinder (v) | 22ste     | 34.43     |

Afghanistan · Albanië · Algerije · Amerikaanse Maagdeneilanden · Amerikaans-Samoa · Andorra · Angola · Antigua en Barbuda · Argentinië · Armenië · Aruba · Australië · Azerbeidzjan · Bahama's · Bahrein · Bangladesh · Barbados · België · Belize · Benin · Bermuda · Bhutan · Bolivia · Bosnië en Herzegovina · Botswana · Brazilië · Britse Maagdeneilanden · Brunei · Bulgarije · Burkina Faso · Burundi · Cambodja · Canada · Centraal-Afrikaanse Republiek · Chili · China · Chinees Taipei · Colombia · Comoren · Congo-Brazzaville · Congo-Kinshasa · Cookeilanden · Costa Rica · Cuba · Cyprus · Denemarken · Djibouti · Dominica · Dominicaanse Republiek · Duitsland · Ecuador · Egypte · El Salvador · Equatoriaal-Guinea · Eritrea · Estland · Ethiopië · Fiji · Filipijnen · Finland · Frankrijk · Gabon · Gambia · Georgië · Ghana · Grenada · Griekenland · Groot-Brittannië · Guam · Guatemala · Guinee · Guinee‑Bissau · Guyana · Haïti · Honduras · Hongarije · Hongkong · Ierland · IJsland · India · Indonesië · Irak · Iran · Israël · Italië · Ivoorkust · Jamaica · Japan · Jemen · Jordanië · Kaaimaneilanden · Kaapverdië · Kameroen · Kazachstan · Kenia · Kirgizië · Kiribati · Koeweit · Kroatië · Laos · Lesotho · Letland · Libanon · Liberia · Libië · Liechtenstein · Litouwen · Luxemburg · Macedonië · Madagaskar · Malawi · Malediven · Maleisië · Mali · Malta · Marshalleilanden · Marokko · Mauritanië · Mauritius · Mexico · Micronesië · Moldavië · Monaco · Mongolië · Montenegro · Mozambique · Myanmar · Namibië · Nauru · Nederland · Nederlandse Antillen · Nepal · Nicaragua · Nieuw-Zeeland · Niger · Nigeria · Noord-Korea · Noorwegen · Oeganda · Oekraïne · Oezbekistan · Oman · Oostenrijk · Oost‑Timor · Pakistan · Palau · Palestina · Panama · Papoea-Nieuw-Guinea · Paraguay · Peru · Polen · Portugal · Puerto Rico · Qatar · Roemenië · Rusland · Rwanda · Saint Kitts en Nevis · Saint Lucia · Saint Vincent en Grenadines · Salomonseilanden · Samoa · San Marino · Sao Tomé en Principe · Saoedi-Arabië · Senegal · Servië · Seychellen · Sierra Leone · Singapore · Slovenië · Slowakije · Soedan · Somalië · Spanje · Sri Lanka · Suriname · Swaziland · Syrië · Tadzjikistan · Tanzania · Thailand · Togo · Tonga · Trinidad en Tobago · Tsjaad · Tsjechië · Tunesië · Turkije · Turkmenistan · Tuvalu · Uruguay · Vanuatu · Venezuela · Verenigde Arabische Emiraten · Verenigde Staten · Vietnam · Wit-Rusland · Zambia · Zimbabwe · Zuid-Afrika · Zuid-Korea · Zweden · Zwitserland